# Ennya conica
Ennya conica är en insektsart som beskrevs av Leon Fairmaire. Ennya conica ingår i släktet Ennya och familjen hornstritar. Inga underarter finns listade i Catalogue of Life.